# Постглоссаторы
Постглоссаторы (позднелат. postglossatores) или комментаторы — итальянская правовая школа, пришедшая с середины XIV века на смену глоссаторам. Наиболее известные представители течения — Бартоло, Бальд, Майнус и др.

## Подробнее
Постглоссаторы занимались толкованием правовых понятий и отдельных отрывков из кодификации Юстиниана, содержавшихся в работах глоссаторов, с целью выведения так называемого общего мнения учёных (communis opinio doctorum). В своих комментариях постглоссаторы, отступая от первоначального смысла конструкций римского права, провели значительную работу по его согласованию с нормами современного им канонического, городского и обычного права.
Приспособленное к условиям феодального общества римское право в обработке постглоссаторов было внедрено во многих странах Западной Европы.